# Michael Essien
Michael Kojo Essien (ur. 3 grudnia 1982 w Akrze) – ghański piłkarz, który występował na pozycji defensywnego pomocnika lub bocznego obrońcy. Jest byłym reprezentantem Ghany.
Karierę rozpoczął w zespole Liberty Professionals. W 2000 podpisał zawodowy kontrakt z SC Bastia. Po trzech latach gry w tej drużynie odszedł do Olympique Lyon. Z klubem dwukrotnie został mistrzem kraju. W lipcu 2005 przeszedł do Chelsea. Z angielskim zespołem zwyciężył w Premier League oraz zdobył Puchar Anglii i Puchar Ligi. W sezonie 2006/2007 został wybrany najlepszym graczem swojej drużyny.
Po występach na Mistrzostwach Świata U-17 oraz U-20, Essien w roku 2002 zadebiutował w pierwszej reprezentacji. Od tego czasu jest podstawowym zawodnikiem kadry. Reprezentował Ghanę na Mistrzostwach Świata 2006, PNA 2002 i 2008. W barwach narodowych wystąpił 59 razy oraz zdobył 9 bramek.

## Dzieciństwo i początki kariery
Essien urodził się w 1982 jako syn Jamesa oraz Aby Gyandoh. Jego matka zajmowała się sprzedawaniem chleba, zaś ojciec był piłkarzem. Wychowywał się w miasteczku Ewutu Bwajiase, położonym niedaleko Akry.
Gdy miał 10 lat, jego ojciec po raz pierwszy zabrał go na mecz. Było to spotkanie pomiędzy Hearts of Oak a Asante Kotoko, wygrane przez Hearts 1:0. Do 12 roku życia Essien uczęszczał do szkoły katolickiej w Awusu, gdzie występował w szkolnym zespole. Grał również siatkówkę i tenisa stołowego. Następnie jego rodzina przeniosła się do Akry. W 1998 roku ukończył szkołę St Augustine’s College. Z drużyną tej uczelni Essien wygrał między innymi rozgrywki Milo Inter-Schools.
Rok później zaczął występować w juniorskim zespole klubu Liberty Professionals. Był także na testach w Manchesterze United, któremu jako dziecko kibicował. Transfer nie doszedł do skutku, ponieważ pomocnik nie mógł dostać pozwolenia na pracę. Otrzymał jednak propozycję gry w klubie satelickim Manchesteru – Royal Antwerp. Nie trafił jednak tam, bo jego matka chciała, aby syn grał we Francji. Ostatecznie podpisał kontrakt z SC Bastia. Największymi idolami Essiena byli Roy Keane oraz Patrick Vieira.

## Kariera klubowa

### Kariera we Francji
W SC Bastia zadebiutował 30 września 2000 wchodząc na boisko w 75. minucie spotkania z FC Metz. Pierwszą bramkę zdobył natomiast 7 lutego 2001 w wygranym 3:2 meczu z tą samą drużyną. W debiutanckim sezonie w zespole Bastii wystąpił w 13 ligowych meczach. W następnym sezonie był już podstawowym zawodnikiem drużyny i zagrał w 24 meczach Ligue 1, w których zdobył pięć bramek. Ponadto SC Bastia dotarła do finału Pucharu Francji, w którym przegrała 0:1 z FC Lorient. W sezonie 2002/2003 Essien zagrał w 29 ligowych meczach i sześciokrotnie wpisał się na listę strzelców. Początkowo w drużynie Essien występował na pozycji obrońcy, jednak w jednym ze spotkań został przesunięty na pomoc w miejsce kontuzjowanego zawodnika i od tego czasu występuje na pozycji defensywnego pomocnika.
W czerwcu 2003 Paris Saint-Germain zaoferowało propozycję kupna Essiena za 6 milionów dolarów, a Bastia ją zaakceptowała. Ostatecznie rozwiązał on kontrakt z PSG i podpisał czteroletnią umowę z mistrzem Francji, Olympique Lyon na kwotę 8 milionów dolarów. Jego pozyskaniem zainteresowane były także Olympique Marsylia, Everton oraz Liverpool. W nowym zespole Essien zadebiutował 1 sierpnia w spotkaniu ligowym z OSC Lille. Pierwszą bramkę zdobył w następnej kolejce, w wygranym 3:1 meczu z AS Monaco. W sezonie 2003/2004 wystąpił w 34 meczach oraz zdobył trzy bramki i został z drużyną mistrzem Francji. W następnym sezonie nie stracił miejsca w wyjściowej jedenastce, występując w 37 meczach ligowych, strzelając cztery gole i po raz drugi z rzędu zdobywając z drużyną mistrzostwo. Został także wybrany przez UNFP do najlepszej jedenastki ligi oraz zdobył tytuł gracza roku w Ligue 1. Zajął ponadto 22. lokatę w plebiscycie na Najlepszego Piłkarza Europy według France Football.

### Chelsea
W maju 2005 Chelsea złożyła ofertę kupna Essiena, jednak Olympique ją odrzucił. The Blues składali oferty opiewające na: 10; 16,75; 18 oraz 21 milionów funtów, jednak żadna z nich nie została przyjęta. Ostatecznie, po ponad trzech miesiącach negocjacji, 19 sierpnia 2005 za kwotę 24,4 miliona funtów Essien przeszedł do Chelsea. Klub pobił zarazem swój rekord klubowy, który w 2006 został ponownie poprawiony poprzez zakupienie za 30 milionów Andrija Szewczenki. Pomocnik stał się za to najdroższym afrykańskim graczem.
W nowej drużynie Essien zadebiutował 21 sierpnia w wygranym 1:0 meczu z lokalnym rywalem Chelsea, Arsenalem, zmieniając w 58. minucie Eiðura Guðjohnsena. Pierwszy raz przez pełne 90 minut zagrał 24 sierpnia w wygranym 4:0 spotkaniu z West Bromwich Albion. W grudniu 2005 Essien otrzymał od UEFA karę zawieszenia na dwa spotkania z powodu kontrowersyjnego faulu na Dietmarze Hamannie, przez co nie wystąpił w 1/8 finału Ligi Mistrzów, przegranej przez Chelsea z FC Barcelona. Wcześniej otrzymał także karę finansową. 2 stycznia 2006 w spotkaniu z West Ham United doznał kontuzji kostki. Do gry powrócił miesiąc później, kiedy to zagrał w meczu z Liverpoolem. 11 marca 2006 w wygranym 2:1 ligowym spotkaniu z Tottenhamem Hotspur zdobył swoją pierwszą bramkę dla klubu. Swój debiutancki sezon w Anglii zakończył z 31 ligowymi występami, pięcioma w pucharach krajowych oraz sześcioma w pucharach europejskich. Essien wraz ze swoją drużyną został także mistrzem Anglii.
15 sierpnia 2006 Essien doznał kontuzji nadgarstka. Mimo to, pięć dni później wystąpił w spotkaniu Premier League z Manchesterem City. 12 września w wygranym 2:0 meczu z Werderem Brema strzelił swoją pierwszą bramkę w Lidze Mistrzów dla Chelsea. W październiku znalazł się na liście 30 piłkarzy nominowanych do nagrody Piłkarza Roku FIFA, zaś miesiąc później do tytułu najlepszego afrykańskiego piłkarza 2006 według CAF, zajmując odpowiednio 22. i trzecie miejsce. W plebiscycie na Najlepszego Piłkarza Europy według France Football zajął 27. miejsce.

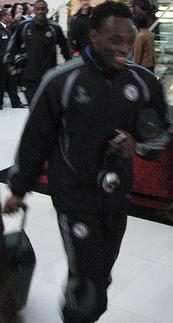
Essien w sezonie 2006/2007

10 grudnia w zremisowanym 1:1 ligowym meczu z Arsenalem Essien zdobył bramkę z ponad 30 metrów, która później została wybrana najlepszym golem sezonu strzelonym przez Chelsea. W styczniu 2007 został wybrany najlepszym afrykańskim graczem roku 2006 według BBC. Pod koniec lutego Chelsea wygrała w finale Pucharu Ligi z Arsenalem, zaś Essien zagrał przez pełne 90 minut oraz otrzymał żółtą kartkę. 12 marca przedłużył swój kontrakt z zespołem do roku 2012. 16 marca doznał kontuzji kostki, która wykluczyła go z gry na trzy tygodnie. W maju Chelsea wygrała 1:0 po dogrywce w finale Pucharu Anglii z Manchesterem United, a Ghańczyk zagrał przez całe spotkanie. W Lidze Mistrzów pomocnik wraz ze swoją drużyną dotarł do półfinału, w którym jego klub przegrał z Liverpoolem. Łącznie w sezonie 2006/2007 wystąpił 33 razy w lidze, 11 w pucharach krajowych oraz tyle samo w pucharach europejskich. Rozgrywki Premier League Chelsea zakończyła na drugiej lokacie.
W pierwszym spotkaniu ligowym w sezonie 2007/2008 Essien zdobył bramkę. Na następny dzień doznał kontuzji kostki, jednak 19 sierpnia zagrał w meczu z Liverpoolem. 8 października nadwerężył mięsień łydki. Nie była to jednak groźna kontuzja i 11 października zagrał w spotkaniu z Evertonem. W tym samym miesiącu otrzymał nominację do tytułu Piłkarza Roku według FIFA oraz Złotej Piłki. W pierwszym z tych plebiscytów zajął 15., zaś w drugim 24. miejsce. W grudniu Essien po raz trzeci z rzędu znalazł się także na liście nominowanych do tytułu Afrykańskiego Piłkarza Roku. W plebiscycie tym zajął ostatecznie drugą lokatę, tuż za Frédérikiem Kanouté.
W kwietniu 2008 Chelsea pokonała Liverpool w półfinale Ligi Mistrzów i awansowała do finału tych rozgrywek, w którym zmierzyła się z Manchesterem United. Na Łużnikach przegrała jednak po serii rzutów karnych, zaś Essien w 118. minucie otrzymał żółtą kartkę. W sezonie 2007/2008 wystąpił w 27 spotkaniach ligowych, 6 pucharowych oraz 12 w pucharach europejskich. Rozgrywki ligowe Chelsea zakończyła na drugim miejscu, za Manchesterem United.

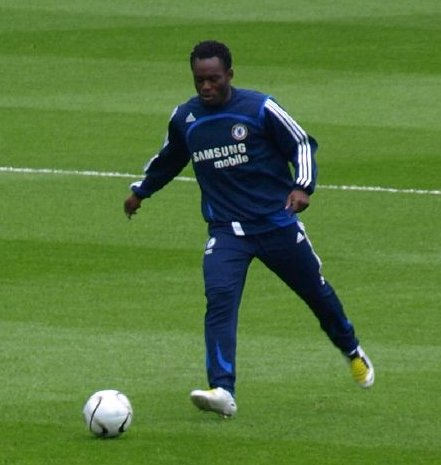
Essien w sezonie 2008/2009

22 lipca 2008 przedłużył kontrakt z Chelsea do roku 2013. W czasie letniego okienka transferowego zainteresowanie pomocnikiem wyraził Real Madryt. Na początku września w meczu reprezentacji Ghany doznał kontuzji więzadła krzyżowego, która miała go wykluczyć z gry na minimum pięć miesięcy.
Do gry powrócił 3 marca 2009, kiedy to zagrał w meczu Pucharu Anglii z Coventry City. 6 maja zdobył bramkę w zremisowanym 1:1 rewanżowym spotkaniu półfinału Ligi Mistrzów z FC Barcelona, późniejszym zdobywcą pucharu, rozegranym na Stamford Bridge. Trafienie zostało później wybrane bramką sezonu w klubie. Chelsea nie awansowała jednak do finału tych rozgrywek, ponieważ w pierwszym spotkaniu na Camp Nou padł wynik 0:0. We wcześniejszym ćwierćfinałowym meczu z Juventusem (2:2) pomocnik również trafił do siatki. Łącznie w sezonie 2008/2009 Essien zagrał 11 razy w Premier League, strzelając jedną bramkę, dwukrotnie w Pucharze Anglii oraz zdobył dwa gole w pięciu meczach Ligi Mistrzów. Jego zespół rozgrywki ligowe zakończył na trzecim miejscu, za Liverpoolem i Manchesterem United. W czerwcu 2009 łączony był z przejściem do A.C. Milan. Agent piłkarza Fabien Piveteau powiedział również, że Ghańczyk rozważa odejście do Realu Madryt lub FC Barcelona.
W trakcie przygotowań do sezonu 2011/12 Essien po raz kolejny zerwał więzadła krzyżowe w swoim kolanie, co oznaczało kilkumiesięczną przerwę w grze. Na boisko powrócił w styczniu 2012 roku w wygranym 1-0 spotkaniu z Sunderlandem. Jego problemy z kondycją zbiegły się ze świetną formą prezentowaną przez rywali do miejsca w podstawowej jedenastce Chelsea – Raula Meirelesa i, przede wszystkim, Johna Obiego Mikela – toteż piłkarz z Ghany miał kłopot z regularną grą w klubie. Zarówno finał Pucharu Anglii przeciwko Liverpoolowi, jak i finał Ligi Mistrzów w Monachium oglądał z ławki rezerwowych. Po zakończeniu sezonu znów pojawiły się plotki o możliwym odejściu Essiena ze Stamford Bridge, jednak sam piłkarz je zdementował, twierdząc że chce nadal walczyć o miejsce w składzie i powrót do dyspozycji z najlepszych lat.
31 sierpnia podczas ostatniego dnia transferowego, przeszedł do Realu Madryt na zasadzie rocznego wypożyczenia.

### Real Madryt

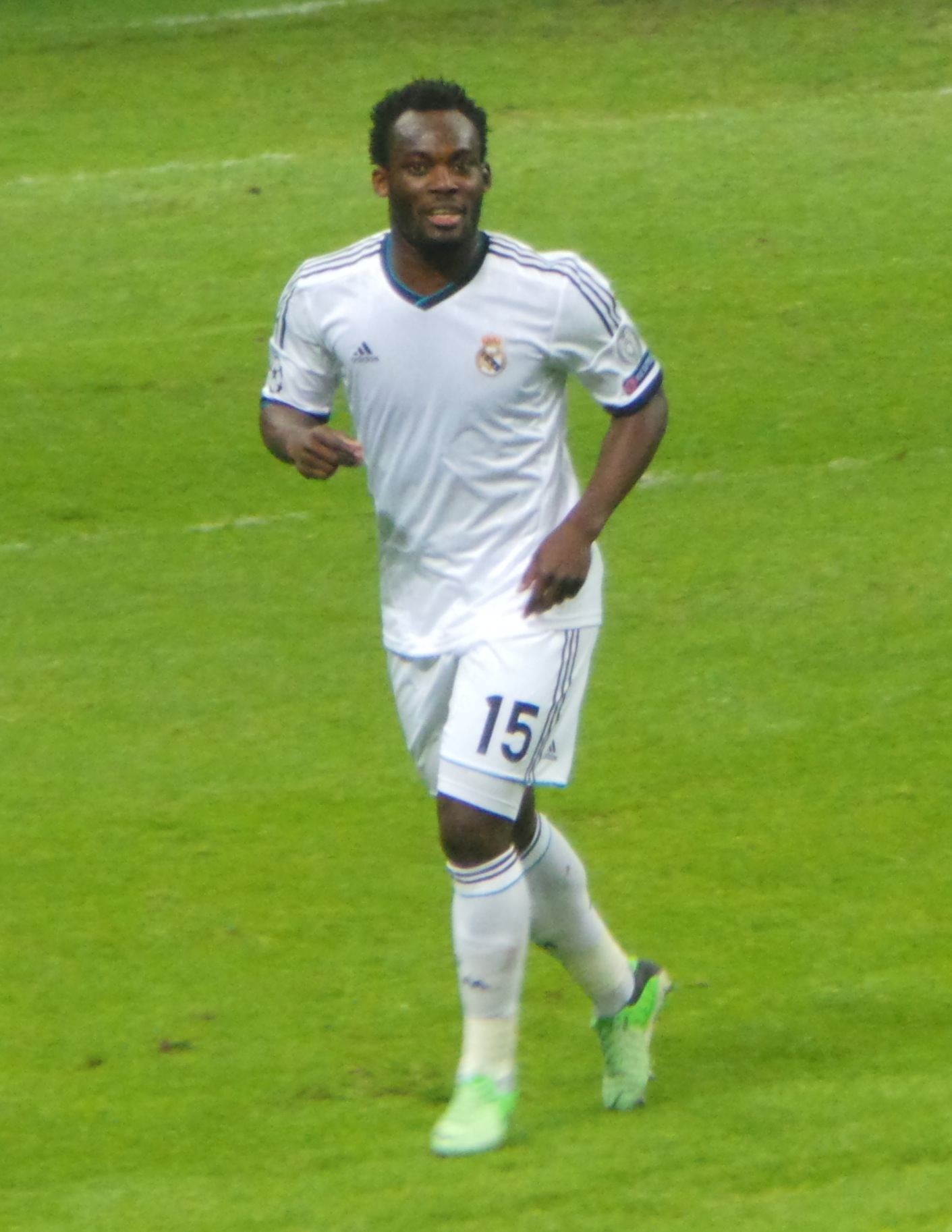
Essien w barwach Realu Madryt.

1 września 2012 strony klubowe Realu Madryt oraz Chelsea F.C. poinformowały, iż Michael Essien został wypożyczony do Madrytu na jeden sezon.

### AC Milan
27 stycznia 2014 roku podpisał dwuipółletni kontrakt z A.C. Milan.

### Panathinaikos
3 czerwca 2015 podpisał dwuletni kontrakt z Panathinaikosem.

## Kariera reprezentacyjna
W 1999 Essien wystąpił na Mistrzostwach Świata do lat 17, na których zajął z reprezentacją trzecie miejsce. Na turnieju rozegrał pięć spotkań. Dwa lata później zagrał na Mistrzostwach Świata U-20, rozgrywanych w Argentynie. Ghana dotarła do finału, w którym przegrała 0:3 z gospodarzami turnieju, a Essien wystąpił w siedmiu meczach oraz zdobył jedną bramkę (w wygranym 2:1 grupowym spotkaniu z Paragwajem).
W dorosłej kadrze zadebiutował 4 stycznia 2002 w przegranym 1:2 towarzyskim spotkaniu z Egiptem. Essien znalazł się także w kadrze Ghany na PNA. Na tym turnieju rozegrał dwa spotkania i dotarł z reprezentacją do ćwierćfinału. 5 września 2004 w rozegranym w ramach eliminacji do Pucharu Narodów Afryki meczu z Republiką Zielonego Przylądka Essien zdobył pierwszą bramkę w drużynie narodowej. Z powodu kontuzji nie zagrał na tych mistrzostwach. W maju 2006 został powołany na Mistrzostwa Świata. Ghana dotarła do 1/8 finału, w którym przegrała z Brazylią, a Essien zagrał w trzech meczach. Wystąpił także na PNA 2008, na którym zajął z drużyną trzecie miejsce, wystąpił we wszystkich spotkaniach, uzyskał dwa trafienia oraz został wybrany do najlepszej jedenastki turnieju.

### Gole w reprezentacji
Gole dla Ghany podawane są jako pierwsze
| #  | Data                | Miejsce                | Przeciwnik                    | Wynik | Rozgrywki           | Przypis |
| -- | ------------------- | ---------------------- | ----------------------------- | ----- | ------------------- | ------- |
| 1. | 5 września 2004     | Kumasi, Ghana          | Republika Zielonego Przylądka | 2:0   | eliminacje PNA 2006 | [ 82 ]  |
| 2. | 18 czerwca 2005     | Johannesburg, RPA      | Południowa Afryka             | 2:0   | eliminacje PNA 2006 | [ 82 ]  |
| 3. | 4 września 2005     | Kumasi, Ghana          | Uganda                        | 2:0   | eliminacje PNA 2006 | [ 82 ]  |
| 4. | 4 czerwca 2006      | Edynburg, Szkocja      | Korea Południowa              | 3:1   | mecz towarzyski     | [ 84 ]  |
| 5. | 8 października 2006 | Seul, Korea Południowa | Korea Południowa              | 3:1   | mecz towarzyski     | [ 84 ]  |
| 6. | 28 stycznia 2008    | Akra, Ghana            | Maroko                        | 2:0   | PNA 2008            | [ 83 ]  |
| 7. | 3 lutego 2008       | Akra, Ghana            | Nigeria                       | 2:1   | PNA 2008            | [ 83 ]  |
| 8. | 26 marca 2008       | Londyn, Anglia         | Meksyk                        | 1:2   | mecz towarzyski     | [ 85 ]  |
| 9. | 6 września 2009     | Akra, Ghana            | Sudan                         | 2:0   | eliminacje MŚ 2010  |         |

## Statystyki

### Klubowe
Stan na koniec sezonu 2014/2015
| Klub             | Sezon     | Liga    | Liga | Puchary krajowe | Puchary krajowe | Puchary europejskie | Puchary europejskie | Łącznie | Łącznie |
| Klub             | Sezon     | Występy | Gole | Występy         | Gole            | Występy             | Gole                | Występy | Gole    |
| ---------------- | --------- | ------- | ---- | --------------- | --------------- | ------------------- | ------------------- | ------- | ------- |
| SC Bastia        | 2000/2001 | 13      | 1    | –               | –               | –                   | –                   | 13      | 1       |
| SC Bastia        | 2001/2002 | 24      | 5    | 2               | 0               | –                   | –                   | 26      | 5       |
| SC Bastia        | 2002/2003 | 29      | 6    | 1               | 0               | –                   | –                   | 30      | 6       |
| SC Bastia        | Łącznie   | 66      | 12   | 3               | 0               | –                   | –                   | 69      | 12      |
| Olympique Lyon   | 2003/2004 | 34      | 3    | 2               | 1               | 8                   | 0                   | 44      | 4       |
| Olympique Lyon   | 2004/2005 | 37      | 4    | 1               | 0               | 10                  | 5                   | 48      | 9       |
| Olympique Lyon   | Łącznie   | 71      | 7    | 3               | 1               | 18                  | 5                   | 92      | 13      |
| Chelsea          | 2005/2006 | 31      | 2    | 5               | 0               | 6                   | 0                   | 42      | 2       |
| Chelsea          | 2006/2007 | 33      | 2    | 11              | 1               | 11                  | 2                   | 55      | 5       |
| Chelsea          | 2007/2008 | 27      | 6    | 6               | 0               | 12                  | 0                   | 45      | 6       |
| Chelsea          | 2008/2009 | 11      | 1    | 3               | 0               | 5                   | 2                   | 19      | 3       |
| Chelsea          | 2009/2010 | 14      | 3    | 1               | 0               | 6                   | 1                   | 21      | 4       |
| Chelsea          | 2010/2011 | 33      | 3    | 2               | 0               | 8                   | 1                   | 43      | 4       |
| Chelsea          | 2011/2012 | 14      | 0    | 3               | 0               | 2                   | 0                   | 19      | 0       |
| Chelsea          | Łącznie   | 163     | 17   | 30              | 1               | 50                  | 6                   | 161     | 16      |
| Real Madryt      | 2012/2013 | 21      | 2    | 7               | 0               | 7                   | 0                   | 35      | 2       |
| Real Madryt      | Łącznie   | 21      | 2    | 7               | 0               | 7                   | 0                   | 35      | 2       |
| A.C. Milan       | 2013/2014 | 7       | 0    | 0               | 0               | 2                   | 0                   | 9       | 0       |
| A.C. Milan       | 2014/2015 | 13      | 0    | 0               | 0               | 0                   | 0                   | 13      | 0       |
| A.C. Milan       | Łącznie   | 20      | 0    | 0               | 0               | 2                   | 0                   | 22      | 0       |
| Panathinaikos AO | 2015/2016 | 0       | 0    | 0               | 0               | 0                   | 0                   | 0       | 0       |
| Łącznie          | Łącznie   | 345     | 37   | 38              | 1               | 76                  | 11                  | 483     | 52      |

### Reprezentacyjne
Stan na 1 września 2012
| Reprezentacja | Rok  | Występy | Gole |
| ------------- | ---- | ------- | ---- |
| Ghana         | 2002 | 3       | 0    |
| Ghana         | 2003 | 2       | 0    |
| Ghana         | 2004 | 5       | 1    |
| Ghana         | 2005 | 3       | 2    |
| Ghana         | 2006 | 11      | 2    |
| Ghana         | 2007 | 6       | 0    |
| Ghana         | 2008 | 12      | 3    |
| Ghana         | 2009 | 8       | 1    |
| Ghana         | 2010 | 1       | 0    |
| Ghana         | 2011 | 1       | 0    |
| Łącznie       |      | 52      | 9    |

## Życie prywatne
Essien ma cztery starsze siostry – Alice, Gladys, Joyce oraz Dianę, miał także brata Paaquiche, który zmarł w wieku 15 lat. W kwietniu 2007 został aresztowany za jazdę po pijanemu. Testy krwi wykazały jednak, że pomocnik Chelsea nie pił alkoholu. W maju 2009 jego była partnerka Veralie Dela Ackumey pozwała go do ghańskiego sądu w sprawie o orzeczenie rozwodu i odszkodowanie. Essien utrzymuje jednak, że byli tylko zaręczeni według plemiennych rytuałów, a formalny ślub nie miał miejsca. Na początku czerwca składał trzygodzinne zeznania. Wcześniej sprawa ta była rozpatrywana przez angielskie sądy, które przyznały rację piłkarzowi.

## Styl gry
Essien jest graczem wszechstronnym oraz silnym. Występuje głównie jako defensywny pomocnik, ale może również grać jako obrońca. Były szkoleniowiec Chelsea, José Mourinho nazwał go zawodnikiem „wielofunkcyjnym”. Gérard Houllier określił Essiena jako gracza takiej samej klasy co Steven Gerrard, Frank Lampard, Michael Ballack i Patrick Vieira.

## Sukcesy

### Klubowe
Lyon
- Mistrz Francji: 2003/2004[21], 2004/2005[22]

Chelsea
- Mistrz Anglii: 2005/2006[36], 2009/2010
- Puchar Anglii: 2006/2007[98], 2008/2009, 2009/2010
- Puchar Ligi: 2006/2007[99]
- Liga Mistrzów UEFA 2011/2012

### Indywidualne
- Piłkarz roku we Francji: 2005
- Najlepszy afrykański piłkarz roku według BBC: 2006
- Piłkarz sezonu Chelsea: 2006/2007
- Gol sezonu Chelsea: 2006/2007, 2008/2009